# Dabbawala

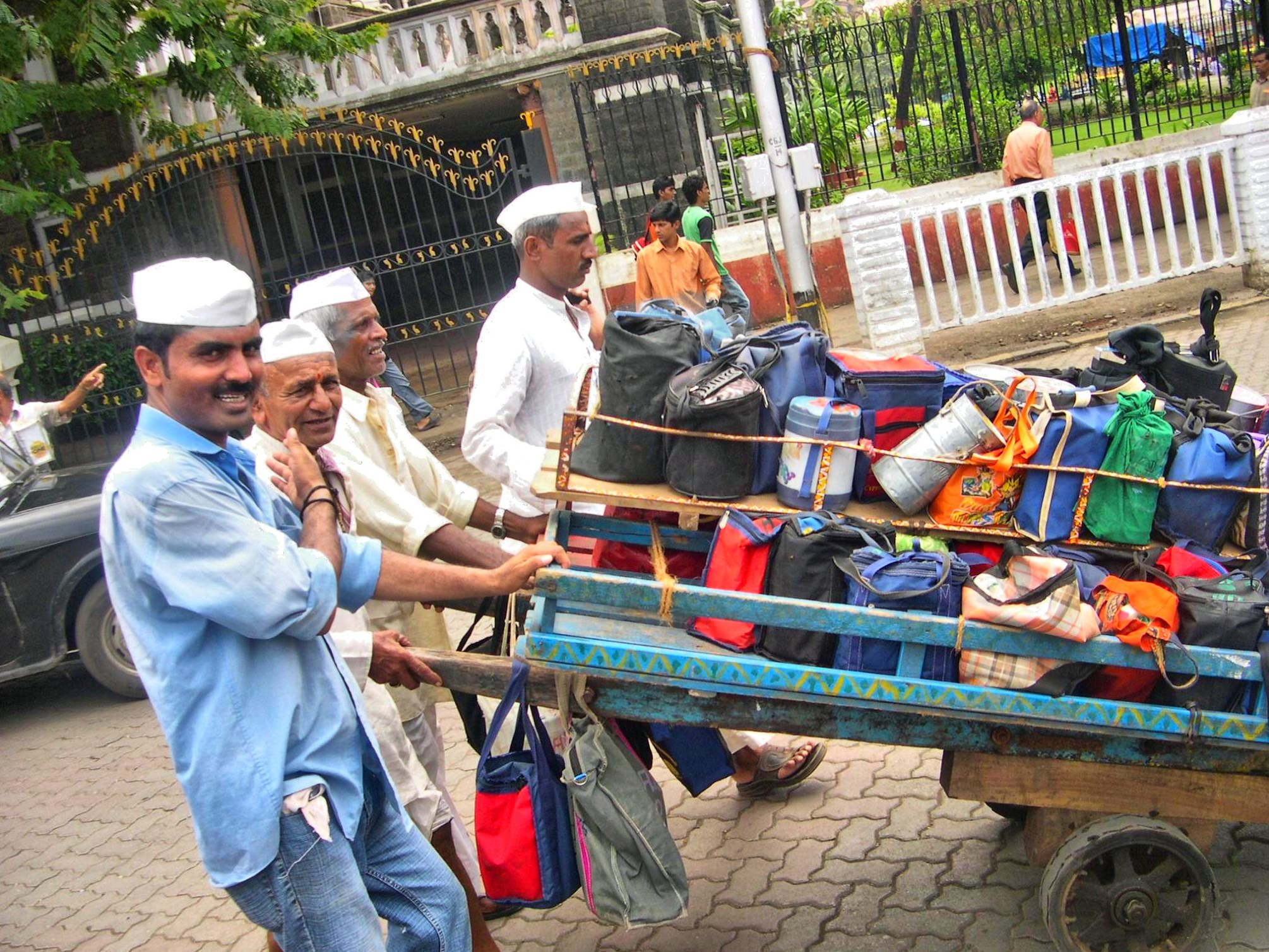
Dabbawalové s jídlonosiči

Dabbawala je označení profese běžné v Bombaji a dalších indických městech. Dabbawalové se zabývají specializovanou kurýrní službou: dopravují zaměstnaným mužům na pracoviště obědy, které doma uvařily jejich manželky. Každý dabbawala má přidělenou oblast, z níž dopoledne vybere kovové patrové jídlonosiče (zvané dabba nebo tiffin box) s obědy a dopraví je v bednách na kole nebo na káře na nejbližší nádraží, kde je další pracovníci naloží do vlaků projíždějících městem. Na každé zastávce převezmou označené ešusy místní dabbawalové a rozvážejí je do podniků a úřadů. Uživatelé této služby tak mají k dispozici čerstvou domácí stravu, i když pracují desítky kilometrů od místa bydliště. Odpoledne vyberou dabbawalové prázdné nádoby a dopraví je zpět. Bombajští dabbawalové doručí denně až dvě stě tisíc obědů. Většina z nich je negramotných, mají však vypracovaný důmyslný systém číselných kódů na víku jídlonosičů, díky němuž údajně připadá jedna ztracená porce na šest milionů případů.
Službu zavedl v roce 1890 Mahadeo Havaji Bachche, původně pro britské koloniální úředníky, kteří domorodé stravě nedůvěřovali, časem se jí však naučili využívat i místní. V roce 1956 byla zaregistrována nadace Nutan Mumbai Tiffin Box Suppliers Trust, která má přes pět tisíc zaměstnanců. Její obrat roste o pět až deset procent ročně a bývá dávána manažerům za příklad dobré organizace práce, její fungování zkoumal i Charles, princ z Walesu. Všichni dabbawalové dostávají stejnou mzdu, která výrazně přesahuje indický průměr. Nosí bílé čepičky připomínající vojenské lodičky, aby se na dálku poznali. Za více než sto dvacet let existence tohoto cechu proběhla jediná stávka. Najmout si dabbawalu stojí šest set rupií měsíčně. V poslední době provozuje nadace vlastní kuchyně, aby mohla obsloužit i zákazníky, kterým nemá kdo vařit.
V roce 2013 natočil Ritesh Batra úspěšnou komedii Cizí oběd o dvojici milenců, kteří si prostřednictvím dabbawalů posílají v miskách vzkazy.